# Carlos Álvarez (militar)
Carlos Eduardo Álvarez Igarazbal (Córdoba, 16 de mayo de 1924-Buenos Aires, 13 de octubre de 2003) fue un militar argentino con el grado de almirante. Fue comandante general de la Armada desde mayo de 1973 hasta diciembre del mismo año, bajo los mandatos presidenciales de Héctor José Cámpora, Raúl Alberto Lastiri y durante dos meses durante el tercer mandato de Juan Domingo Perón.

## Carrera
Ingresó con 16 años a la Escuela Naval Militar en 1940 y egresó de la misma el 1 de julio de 1944.
Durante los casi treinta años en los que prestó servicios en la Armada, cumplió funciones tanto en la Flota de Mar como en el extranjero.
Formó parte de la agregaduría naval en Francia siendo capitán de fragata. Luego se desempeñó como jefe de esa misión militar ante Estados Unidos, ostentando la jerarquía de vicealmirante. También fue delegado ante la Junta Interamericana de Defensa y representante de Argentina ante la Décima Conferencia Hidrográfica Internacional que se efectuó en Mónaco.
Entre 1960 y 1961 estuvo en Francia, donde hizo el curso de Comando, de Estado Mayor y Superior Internacional de Fuerzas Armadas en la Escuela de Guerra Naval, en París. Posteriormente, se desempeñó como profesor de radioelectricidad, de operaciones antisubmarinas, de control de tránsito marítimo y de empleo de los medios electrónicos en el Curso de Aplicación para Oficiales.
En 1965 Carlos Álvarez fue asignado por el Gobierno de Arturo Illia para trabajar en la Cancillería en relación con el arbitraje británico por el diferendo de la zona del río Encuentro e integró la subcomisión de reglamentación del proyecto de ley de defensa nacional.
Fue comandante de los buques de transporte ARA Bahía Buen Suceso (B-6) y de los cruceros ARA Nueve de Julio (C-5) y del ARA General Belgrano (C-4).
El 20 de febrero de 1973, el presidente de facto Alejandro Agustín Lanusse puso en funciones al, por aquel entonces, vicealmirante Carlos Álvarez en el cargo Jefe del Estado Mayor Conjunto de las Fuerzas Armadas, destino en el cual estuvo por poco más de tres meses.

### Designación como titular de la Armada
El almirante Carlos Álvarez fue designado como jefe de la Armada de la República Argentina el mismo día en el que Héctor José Cámpora asumió la presidencia, el 25 de mayo de 1973, reemplazando al almirante Carlos Guido Natal Coda, quien pasó a retiro luego del restablecimiento de la democracia en Argentina, poniendo fin al régimen militar autodenominado Revolución Argentina que gobernaba de facto al país desde el derrocamiento del presidente constitucional Arturo Illia producido el día 28 de junio de 1966.
La llegada de Carlos Álvarez a la máxima jerarquía de la Armada Argentina se debía a la relación amistosa que existía entre el militar y Mario Cámpora, sobrino del presidente Héctor José Cámpora.
La designación del almirante Carlos Álvarez resultó satisfactoria para las pretensiones de la Armada Argentina que consistían en preservar la estructura del almirantazgo y provocar la menor cantidad de retiros posibles, ya que el nombramiento de Álvarez, tercero en antigüedad generó el retiro de dos vicealmirantes: Fuenterrosa y Giavendoni, quienes eran los dos marinos más antiguos en actividad. Por lo que la estructura de la marina se vio apenas modificada.
Durante su breve mandato, el Almirante Carlos Álvarez nunca logró convencer a los mandos medios, quienes pretendían que se nombrara al Contralmirante Emilio Eduardo Massera como titular de la Armada Argentina.
También se señala que Raúl Alberto Lastiri le ordenó secretamente al Almirante Álvarez que diera rienda suelta a la represión de las organizaciones guerrilleras.

### Retiro
A finales del mes de noviembre el Almirante Álvarez tendría una discusión con el ministro de Defensa Ángel Federico Robledo, por diferencias entre ambos en cuanto a los ascensos propuestos por el jefe Naval. Finalmente el día 6 de diciembre de 1973, el ministro de Defensa del tercer gobierno de Juan Domingo Perón, acepta el pase retiro voluntario presentado por Carlos Álvarez y nombra como nuevo comandante de la Armada Argentina al contralmirante Emilio Eduardo Massera siendo ascendido a la jerarquía de Almirante. Este cambio provocó un descabezamiento del almirantazgo de la fuerza naval argentina, ya que pasaron a retiro el Almirante Carlos Álvarez, los siete vicealmirantes en actividad y siete contralmirantes.

## Fallecimiento
El almirante Carlos Álvarez pereció el 13 de octubre de 2003 por causas naturales, sus restos fueron inhumados un día después en el panteón naval del Cementerio de la Chacarita.